# Eastern Group of Painters
L'Eastern Group of Painters (en français, le Groupe de l'Est) est un mouvement artistique fondé en 1938 qui regroupa jusqu'en 1939 des artistes canadiens à Montréal, prônant le principe de  l'Art pour l'art et qui s'opposèrent à la pensée artistique nationaliste du Groupe des sept, regroupé en Ontario et qui se concentrait sur la nature sauvage de leur pays, ou  du Canadian Group of Painters qui lui succéda. 
Alexandre Bercovitch, Goodridge Roberts, Eric Goldberg (en), Moses Reinblatt, Jack Humphrey (en), John Lyman et  Jori Smith et  Philip Surrey (qui remplaça Humphrey en 1939) en firent partie. Goldberg et Lyman furent tous deux représentés par la galerie Max Stern à  Montréal.
Une plus grande société devenant nécessaire pour la promotion de l'art non académique, la Société d'art contemporain est constituée en 1939, en périphérie du mouvement. 